# Commonwealth Aircraft Corporation
Pour les articles homonymes, voir CAC.
Commonwealth Aircraft Corporation ou CAC était un constructeur aéronautique australien, qui fut créé en 1936 pour permettre à l'Australie, de produire des avions militaires et des moteurs. La firme se spécialisa dans la production sous licence d'avions étrangers, mais pendant quelque temps pendant et après la Seconde Guerre mondiale, créa aussi des modèles originaux, comme le CA-15 Kangaroo, ou le Boomerang.
En 1985, Commonwealth Aircraft Corporation devient une filiale de Hawker de Havilland, et fut renommée Hawker de Havilland Victoria Limited, en 1986. Finalement en 2000, elle fut achetée par Boeing.

## Production
- dérivés du North American T-6 Texan
  - production sous licence du NA-16
  - CAC Wirraway
  - CAC CA-12 Boomerang
  - CAC CA-28 Ceres
- CAC Wackett
- CAC Woomera
- production sous licence du Bristol Beaufort
- production sous licence du North American P-51 Mustang
- CAC CA-15 Kangaroo
- CAC CA-25 Winjeel
- production sous licence du De Havilland Vampire

- production sous licence du CAC Sabre, version du North American F-86 Sabre
- production sous licence de l'English Electric Canberra
- production sous licence du Dassault Mirage III
- production sous licence de l'Aermacchi MB-326
- production sous licence du McDonnell Douglas F/A-18 Hornet